# 雨宮琴音
雨宮 琴音（あまみや ことね、1988年3月30日 - ）は、日本の元AV女優。

## 人物・来歴
- 兵庫県出身。
- 身長168cm。
- スリーサイズ:B87（Eカップ） W56 H83。
- 血液型B型。
- 趣味/特技:ネイルアート/ピアノ。

## 略歴
2008年10月に『新人×ギリモザ 新人ギリモザ 雨宮琴音』でAVデビュー。

## 作品
2008年
- 新人×ギリモザ 新人ギリモザ（10月19日、エスワン）[1]
- ギリモザ 6つのコスチュームでパコパコ!（11月19日、エスワン）
- ギリモザ 無限絶頂!激イカセFUCK（12月7日、エスワン）

2009年
- ギリモザ 絶叫!ビッグマグナムFUCK（1月7日、エスワン）
- ギリモザ 止まらない失禁（2月7日、エスワン）
- ギリモザ バコバコ乱交（3月7日、エスワン）
- ギリモザ 琴音の凄テクでイカせてあげる♥（4月7日、エスワン）
- ギリモザ 交わる体液、濃密セックス（5月7日、エスワン）
- 完全絶頂アクメ奴隷（6月25日、ダスッ!）
- ザーメン500連発の洗礼（8月25日、ダスッ!）
- ぶっかけ中出し輪姦100連発（9月25日、ダスッ!）

2010年
- 貞操帯の女12（3月5日、アタッカーズ）
- 奴隷色の女教師（4月7日、アタッカーズ）
- OL、生中出し（4月23日、KMP）
- 女教師、オール生中出し（5月21日、KMP）
- 新卒アイドル女子社員 VOL.8（6月18日、S級素人）※出演者クレジットなしの素人扱い
- 手コキクリニック（7月22日、SODクリエイト）
- 触手アクメ10 （9月23日、SODクリエイト）オムニバス作品
- 雨宮琴音の初めての真正中出し（9月25日、モブスターズ）
- 恋夜【ren-ya】Premium 第二夜（10月21日、プレステージ）
- ガーターストッキング 顔騎オナニー（12月1日、Fetishist/妄想族）

2011年
- 僕の奥さんは担任の先生（1月20日、SODクリエイト）
- タイトスカートしか見たくない! 4時間 (1月28日、TMA)
- ピタパン尻コキ(2月1日、妄想族)オムニバス作品
- 「初無修正解禁！清楚でエッチなお姉さん」（4月26日）
- 「売れっ子キャバ嬢の憧れ３Ｐ」（6月2日）
- レズ奴隷 VOL.4 情欲眩暈・眩いライトが照らし出すファッションモデルの光と闇〜ヘアメイクとマネージャーに操られた裸の欲望 (7月21日、ディープス)

2012年
- 「CLUB ONE No.19」（2月25日）
- Model Collection select...111 エレガンス（4月6日）
- 女囚監獄 case 真理亜（10月19日、オールインエンタテインメント）
- 極道の女（12月21日、オールインエンタテインメント）

2013年
- 「色鮮やかに乱れ舞う」（3月8日）
- 「和服美人の秘めたる性欲」（4月25日）
- Z〜極上スレンダーボディ〜 （6月15日）

2014年
- 憧れの家庭教師はお色気モンスター〜ボクを溶かすトロトロの愛液〜 （2月1日）

## 出演

### オリジナルビデオ
- 女囚監獄 case真理亜（2012年10月19日、オールイン エンタテインメント）- 主演・真理亜 役
- 雀闘（2013年6月20日、ラインコミュニケーションズ）- 主演・池田千鶴 役